# 自己組織化

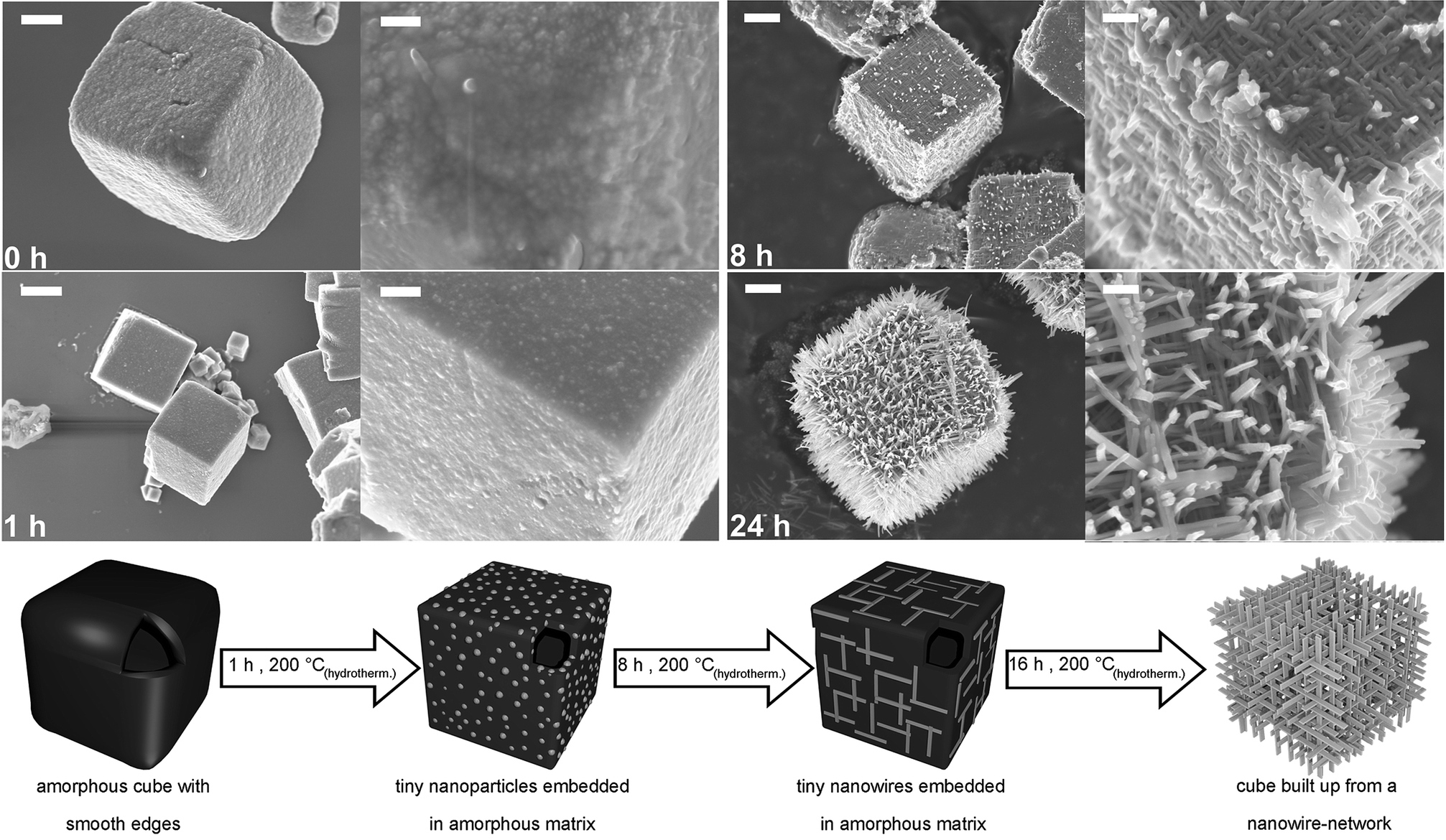
ニオブの化合物が水熱合成において自己組織化し、ナノワイヤーの立方体が形成される様子。

自己組織化（じこそしきか、英: self-organization）とは、物質や個体が、系全体を俯瞰する能力を持たないのに関わらず、個々の自律的な振る舞いの結果として、秩序を持つ大きな構造を作り出す現象のことである。自発的秩序形成とも言う。
複雑かつ幾何学的な形状を持つ雪の結晶の成長や、孔雀の羽に浮かび上がるフォトニック結晶構造に由来する模様など、様々な自然現象の中にも見出すことができる。生殖も、極めて高度な自己組織化の結果と考えられている。

## 自己組織化と自己集合
非平衡での研究に大きな業績をあげ、新しい熱力学を開拓して1977年のノーベル化学賞を受賞した化学者・物理学者であるイリヤ・プリゴジン(I.Prigogine)は、特に「動的」な秩序化が起こる非平衡開放系を「散逸系」とよび、散逸系での秩序形成を「自己組織化(self-organize,self-organization)」と定義した一方で、平衡系で起きる「静的」な秩序化のことを「自己集合(self-assemble,self-assembling)」と定義して、自己組織化と区別した。

## 自己組織化の例
過飽和溶液の中で結晶が成長して固体となって析出する自然現象。
思考や学習に伴って脳内などで起こる神経回路の構築も、自己組織化の一つである。脳をモデルにした自己組織化写像が研究されている。
サンタフェ研究所のスチュアート・カウフマンは地球の生命の起源について多大な考察をし、生物のシステムと有機体の複雑性はダーウィンの自然選択説以上に、自己組織化と熱平衡状態から大きく離れた系 (far-from-equilibrium dynamics) に由来するのかもしれないことを主張している。非平衡開放系はイリヤ・プリゴジンによって散逸構造論として唱えられた例もある。
化学や製造業の分野でも、自己組織化は盛んに研究が行われている。比較的小さな分子が自然に集まって高次構造を構築するものとしては、超分子や自己組織化単分子膜（Self-Assembled Monolayer, SAM)、ミセル結晶、ブロックコポリマーなどがあり、メソポーラス材料の作製などに利用されている。最近では、トップダウン型の微細加工技術と対になるものとして、ボトムアップ型の微粒子アセンブリー技術やパターニング技術を用いた集積回路の作成なども研究されている。これが可能となれば、現在行われているフォトリソグラフィを用いた手法に代わって、ナノデバイスの大量生産を可能とする技術になるものと期待されている。また、この延長上にはナノマシンの作製なども考えられている。
経済学の分野でもポール・クルーグマンらが自己組織化という言葉を使用している。進化経済学の一部には、技術や市場経済そのものが自己組織化の結果であるという考えがある。